# Edition Taube
Die Edition Taube ist ein Kunstbuchverlag für zeitgenössische Kunst in München und Zürich und veröffentlicht Künstlerbücher und Editionen, meist in limitierter Auflage. Der Verlag wurde 2009 von Jonas Beuchert, Tilman Schlevogt und Jan Steinbach in Stuttgart gegründet.
Bücher der Edition Taube waren unter anderem Gewinner im Rahmen von Die schönsten deutschen Bücher der Stiftung Buchkunst (2014) und dem Prix Bob Calle du l’ivre d’artiste (2017). 2020 und 2022 wurde der Verlag mit einem Deutschen Verlagspreis ausgezeichnet, davon 2022 mit einem der drei Hauptpreise.

## Verlagsprogramm
Das Verlagsprogramm besteht fast ausschließlich aus Künstlerbüchern und umfasst über 100 Publikationen internationaler Künstler. Veröffentlicht wurden u. a. Arbeiten von Anike Joyce Sadiq, Andrea Éva Győri, Anna McCarthy, Saskia Groneberg, Christian Jankowski, David Horvitz, Rainer Ganahl, Thomas Geiger, Erik Steinbrecher, Chantal Rens, Pedro Wirz, Hank Schmidt in der Beek, Erik van der Weijde und Sophia Domagala.